# Església de Sant Martí (Callosa de Segura)
L'església arxiprestal de Sant Martí de Callosa de Segura (Baix Segura, País Valencià) és un edifici religiós construït el segle xvi.
La seua construcció, pels peus del temple, començà l'any 1494 sota el patronatge dels Reis Catòlics, segons contracte subscrit amb els picapedrers Pedro Comín i Pedro Crietes, veïns d'Oriola. En la quarta dècada del segle xvi l'obra va rebre un nou impuls, amb el picapedrer Guillem Comí al capdavant, però segons una làpida commemorativa l'arquitecte fou Alonso de Arteaga. Aquest va estar al càrrec de l'obra durant els anys centrals del segle, segurament seguia dissenys de Jerónimo Quijano. A la mort d'Arteaga (1558 va dirigir l'obra Julián Alamíquez fins al 1569; el 1574 Joan Inglés contractà l'obra de la capella major, la sagristia i la capella de la Mare de Déu. La intervenció d'aquest arquitecte queda concretada en la monumental volta de forn de la capçalera, amb puntes de diamants, i les voltes de la sagristia (tram de volta de canó, semblant a la del Col·legi de Sant Doménec d'Oriola) i la capella de la Mare de Déu, amb cupula de plat sobre petxines, com a l'església de Sant Jaume, també a Oriola. Cap a mitjan segle xvii es va igualar els murs laterals i es va elevar les voltes. El 1638 Miguel Raymundo va alçar la cúpula sobre tambor, acabant així el llarg procés de definició tipològica de l'edifici.
És un exemple renaixentista d'església-saló columnària, amb tres naus i quatre trams a la mateixa altura, presbiteri semicircular, amb voltes de quatre punts elevades sobre grans columnes corínties realçades amb un tros d'entaulament o dau (suggerit probablement per làmines de Serlio), i cúpula de mitja taronja sobre tambor immediata al presbiteri, d'aspecte clàssic i tendència ascensional, que responen a un model alié per complet al món valencià, s'ha considerat com un exemple clar d'església columnària.
La portada principal correspon estilísticament al gòtic tardà. La seua construcció correspon a la primera fase d'edificació de l'església, contrari a l'habitual, per tal d'incloure els escuts de Carles V i Callosa i deixar així constància del desig de la vila de segregar-se d'Oriola. Presenta doble porta d'accés amb mainell central on es troba la figura de la Mare de Déu amb el Xiquet. A la part superior de les portes apareix un fris de sants i sobre aquest una inscripció que diu: HIC EST DOMUS DOMINI ET PORTA CELIS ("aquesta és la casa de Déu i porta del Cel"). Flanquejada per pinacles, la portada està ricament ornamentada, en els brancals, consoles i dossers apareixen les figures dels quatre evangelistes, el timpà està decorat amb cassetons i entre els arcs gòtics es representa una arquivolta amb motius fruiters i una altra amb monstres i figures humanes. L'últim arc és d'àngels en la unió dels quals se situa una figura del Pare Etern.
Al segle xviii una reforma va dotar a l'interior d'una gran cúpula central i decoració rococó.
El campanar és del segle xvii i alberga cinc campanes, els tocs anuncien esdeveniments al poble. Els seus noms són, de major a menor: la Martina, la Puríssima, Sant Josep, Sagrat Cor i Santa Maria (restaurades l'any 2009). Mesura 37 metres d'altura i 7 d'amplada.
La sagristia i la capella de la Comunió són del segle xviii d'estil neoclàssic.
En el seu interior es conserven importants obres d'orfebreria de Miguel de Vera (segle xvi) com la imatge-reliquiari de Sant Martí, nus de la Creu Arxiprestal i custòdia processional (gairebé l'únic que es va poder rescatar del saqueig esdevingut durant la guerra civil), així com escultures passionàries i glorioses, llenços i retaules contemporanis de Rabassa, Noguera, etc.